# Mădălin Ionescu
Mădălin Ionescu (n. 23 august 1970, Curtea de Argeș, Argeș, România) este un jurnalist român. A prezentat emisiunea Viața fără filtru de pe Antena Stars. Este căsătorit cu Cristina Șișcanu.
A avut un proiect la Metropola TV, emisiunea Istoria secretă a umanității, cu H.D. Hartmann ca invitat. Pe 6 iulie 2025, Ionescu și Șișcanu și-au anunțat decizia de a părăsi România și de a se muta în Italia, alături de fiica lor.